# Корте де' Фрати
Ко̀рте де' Фра̀ти (на италиански: Corte de' Frati, на местен диалект: Curt de Fràat, Курт де Фраат) е село и община в Северна Италия, провинция Кремона, регион Ломбардия. Разположено е на 51 m надморска височина. Населението на общината е 1414 души (към 2016 г.).